# Premi Robert 2004
La 21ª edizione dei Premi Robert si è svolta a Copenaghen il 1º febbraio 2004.

## Vincitori e candidati
I vincitori sono indicati in grassetto, a seguire gli altri candidati.
Miglior film
- L'eredità (Arven), regia di Per Fly
- Lykkevej, regia di Morten Arnfred
- Reconstruction, regia di Christoffer Boe
- Rembrandt, regia di Jannik Johansen
- Dogville, regia di Lars von Trier

Miglior film per ragazzi
- Bagland, regia di Anders Gustafsson
- Møgunger, regia di Giacomo Campeotto
- Drengen der ville gøre det umulige, regia di Jannik Hastrup
- Midsommer, regia di Carsten Myllerup
- 2 ryk og en aflevering, regia di Aage Rais-Nordentoft

Miglior regista
- Per Fly - L'eredità (Arven)
- Christoffer Boe - Reconstruction
- Anders Thomas Jensen - De grønne slagtere
- Jannik Johansen - Rembrandt
- Lars von Trier - Dogville

Miglior attore protagonista
- Ulrich Thomsen - L'eredità (Arven)
- Lars Brygmann - Rembrandt
- Nikolaj Coster-Waldau - Manden bag døren
- Nikolaj Lie Kaas - De grønne slagtere
- Frederik Christian Johansen - En som Hodder

Miglior attrice protagonista
- Birthe Neumann - Lykkevej
- Sidse Babett Knudsen - Se til venstre, der er en svensker
- Iben Hjejle - Skagerrak
- Susanne Juhász - Regel nr. 1
- Stephanie Leon - Bagland

Miglior attore non protagonista
- Peter Steen - L'eredità (Arven)
- Ewen Bremner - Skagerrak
- Nicolas Bro - Regel nr. 1
- Per Oscarsson - Manden bag døren
- Stellan Skarsgård - Dogville

Miglior attrice non protagonista
- Ghita Nørby - L'eredità (Arven)
- Rita Angela - Manden bag døren
- Bronagh Gallagher - Skagerrak
- Ditte Gråbøl - Lykkevej
- Tuva Novotny - Midsommer

Miglior sceneggiatura
- Lars von Trier - Dogville
- Per Fly, Kim Leona, Mogens Rukov e Dorthe Warnø Høgh - L'eredità (Arven)
- Bent Haller - Drengen der ville gøre det umulige
- Anders Thomas Jensen - De grønne slagtere
- Kim Leona - Bagland

Miglior fotografia
- Anthony Dod Mantle - Le forze del destino (It's All About Love)
- Sebastian Blenkov - De grønne slagtere
- Manuel Alberto Claro - Reconstruction
- Anthony Dod Mantle - Dogville
- Morten Søborg - Regel nr. 1

Miglior montaggio
- Mikkel E.G. Nielsen e Peter Brandt - Reconstruction
- Morten Giese - L'eredità (Arven)
- Per K. Kirkegaard - Rembrandt
- Åsa Mossberg - Bagland
- Molly Marlene Stensgaard - Dogville

Miglior scenografia
- Ben van Os e Jette Lehmann - Le forze del destino (It's All About Love)
- Nikolaj Danielsen - Bagland
- Sidse Færk e Dorte Knirke Madelung - Baby
- Peter Grant - Dogville
- Mia Stensgaard - De grønne slagtere

Migliori costumi
- Manon Rasmussen - Dogville
- Stine Gudmundsen-Holmgreen e Lotte Trolle - L'eredità (Arven)
- Sara Mau Jensen - Askepop - The Movie
- Helle Nielsen e Mia Stensgaard - De grønne slagtere
- Ditte Pedersen - Baby

Miglior musica
- Halfdan E - L'eredità (Arven)
- Ole Arnfred e Jon Bruland - Lykkevej
- Bruno Coulais - Drengen der ville gøre det umulige
- Antony Genn - Rembrandt
- Søren Hyldgaard - Midsommer

Miglior canzone
- Transparent and glasslike di Carpark North - Midsommer
- Som sendt fra himlen di Elsebeth Gerner Nielsen - En som Hodder
- Someday di Pernille Rosendahl - Rembrandt
- Sving mig di Gitte Hænning - Lykkevej
- Tak di Mary - Møgunger

Miglior sonoro
- Morten Green - Reconstruction
- Kristian Eidnes Andersen - Bagland
- Niels Arild - Drengen der ville gøre det umulige
- Niels Arild - Møgunger
- Christian Holm - Midsommer

Miglior trucco
- Charlotte Laustsen - De grønne slagtere
- Charlotte Laustsen - Baby
- Louise Hauberg Nielsen - Manden bag døren
- Henrik Steen - Bagland
- Henrik Steen - Reconstruction

Migliori effetti speciali
- Peter Hjorth - Le forze del destino (It's All About Love)
- Peter Hjorth - Skagerrak
- Morten Jacobsen - De grønne slagtere
- Lars-Henrik Juul, Kristian Eskild Jensen, Thomas Dyg, William Stahl e Jakob Sams - Bertram & Co
- René Rask, Ivan Kondrup Jensen, Timothy Jacob Christensen e Emil Rune - Tvilling

Miglior film statunitense
- The Hours, regia di Stephen Daldry
- Mystic River, regia di Clint Eastwood
- Il Signore degli Anelli - Il ritorno del re (The Lord of the Rings: The Return of the King), regia di Peter Jackson
- Bowling a Columbine (Bowling for Columbine), regia di Michael Moore
- A proposito di Schmidt (About Schmidt), regia di Alexander Payne

Miglior film straniero non statunitense
- Good Bye, Lenin!, regia di Wolfgang Becker
- Bloody Sunday, regia di Paul Greengrass
- Sweet Sixteen, regia di Ken Loach
- City of God (Cidade de Deus), regia di Fernando Meirelles
- Magdalene (The Magdalene Sisters), regia di Peter Mullan
- Hero (Ying xiong), regia di Zhāng Yìmóu

Miglior documentario
- Med ret til at dræbe, regia di Peter Øvig Knudsen

Miglior cortometraggio di finzione
- Lille far, regia di Michael W. Horsten

Miglior cortometraggio documentario
- Krig, regia di Jens Loftager

Premio del pubblico
- L'eredità (Arven), regia di Per Fly

Premio Robert onorario
- Helle Virkner